# Alessandro Araldi

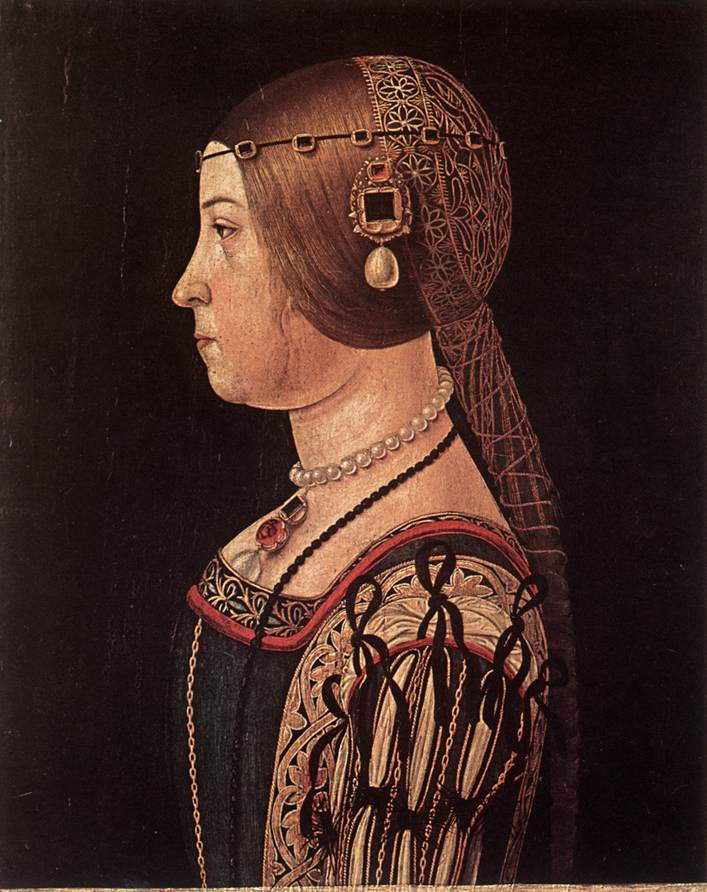
A. Araldi, Retrato de Barbara Pallavicino
Florencia, Galleria degli Uffizi.

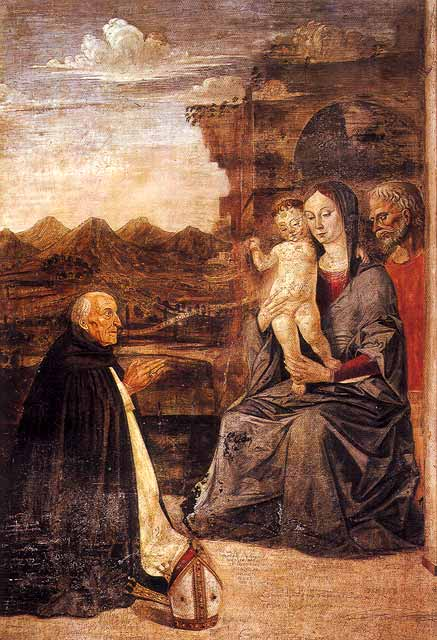
A. Araldi, Sagrada Familia con el obispo Domenico da Imola
Parma, Catedral de Parma.

Alessandro Araldi (Parma, hacia 1460-Parma, 1529), fue un pintor italiano, uno de los más importantes maestros activos en Parma antes de la aparición de Correggio.

## Biografía
No se tienen noticias de su formación artística, aunque en sus primeras obras (frescos del Duomo de Parma con la Virgen con el Niño, San José y donante, datado en 1496) es evidente su relación con el estilo de la escuela de Melozzo da Forlì y de Mantegna y los artistas vénetos en general, aunque los principales artistas parmesanos contemporáneos suyos (Filippo Mazzola, padre del Parmigianino, y Cristoforo Caselli) se formaron en el ambiente belliniano.
A partir del 1500 trabajó preferentemente para el monasterio benedictino de San Paolo: realizó los frescos del coro de la iglesia abacial (perdidos) y tras un probable viaje a Roma (hacia 1510), la decoración de la Capilla de Santa Catalina de Alejandría y algunas estancias de los apartamentos de la abadesa (1514) en los que muestra influencia del Pinturicchio, Francesco Francia y Lorenzo Costa el Viejo.
Intentó imitar el estilo de Leonardo (en 1516 realizó una copia de la Última Cena). Su influencia es evidente en la tabla de altar que realizó para la Capilla Centoni en el Duomo de Parma (1516).
Contrajo matrimonio con Paola de Plombo, con la que tuvo cuatro hijos entre 1488 y 1493, aunque todos ellos murieron antes que él. Tuvo relaciones con ilustres personajes de su época tales como Lodovico Gonzaga, marqués de Mantua, Aristotile Zucchi y Bartolomeo Roxeto. En 1503 dio como esposa a Filippo Porzioli a su hija de quince años, Orselina. En 1514 recibió seis ducados de oro y nueve sueldos imperiales por la realización de un cuadro para Cristoforo Torelli. En 1516 pintó para la iglesia de Casalmaggiore una tabla firmada y fechada con San Roque entre San Sebastián y San Pablo Ermitaño.

## Obras
- Fresco con los santos Sebastián y Roque, iglesia de San Giovanni Battista, 1505-1507, Gaiano (Parma).
- Virgen con el Niño y los Santos Francisco y José, 1520, Heiligenkreuz
- Anunciación, 1514, iglesia del Carmine, Parma.
- Última Cena, 1616, Convento de San Paolo, Parma.
- Cámara de los Grutescos, 1514, Convento de San Paolo, Parma.
- Disputa de la Santa, 1524, Convento de San Paolo, Parma.